# 彭林城堡

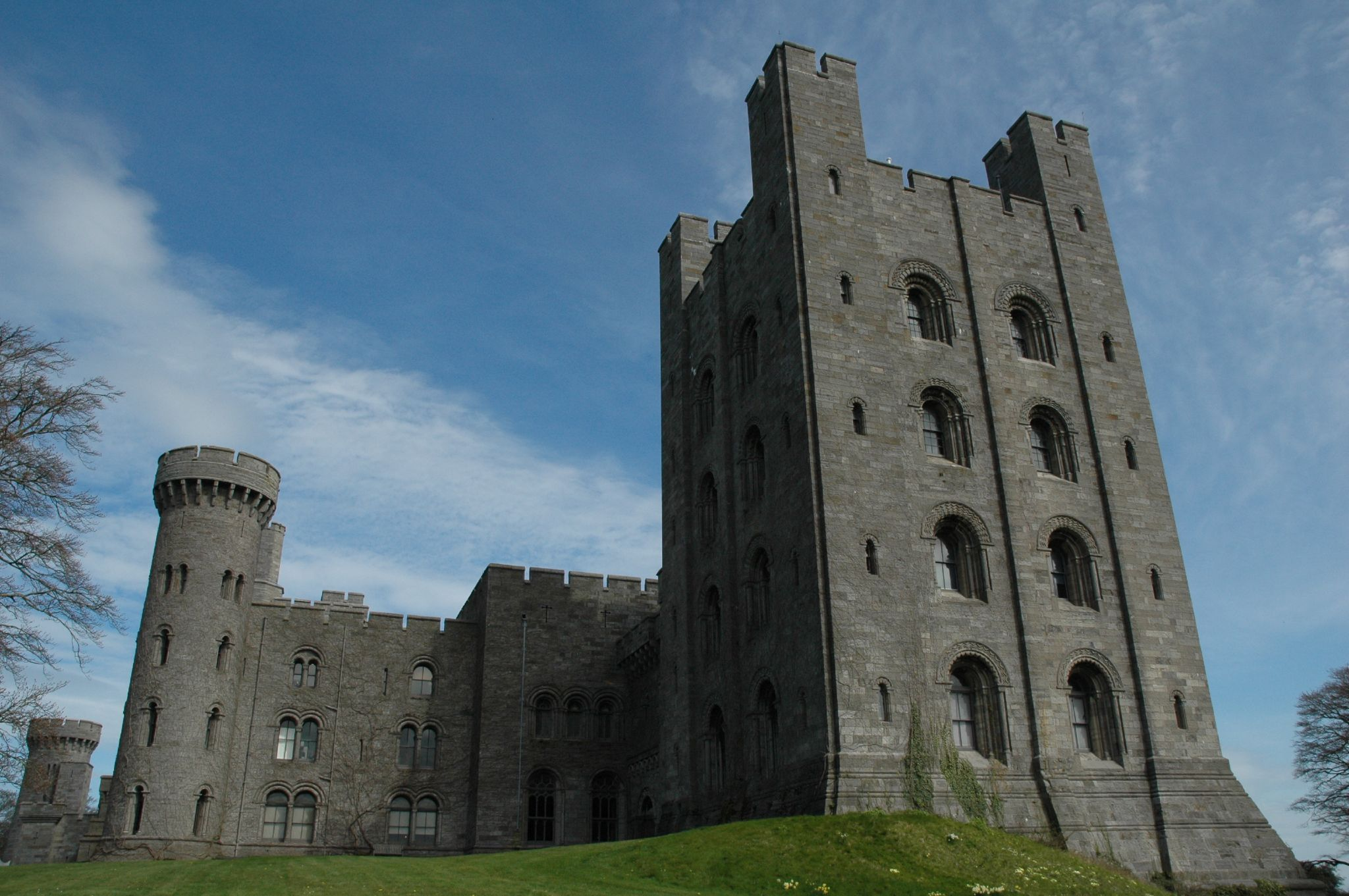
彭林城堡

彭林城堡（英語：Penrhyn Castle）是英國北威爾士的一個城堡式建築。彭林城堡的前身建築是一座莊園大屋，現在的建築修建於1822年至1837年期間。